# NGC 561
NGC 561 es una galaxia espiral barrada ubicada en la constelación de Andrómeda. Su velocidad relativa al fondo cósmico de microondas es de 4395 ± 20 km/s, lo que corresponde a una distancia de Hubble de 64,8 ± 4,6.  NGC 561 fue descubierta por el astrónomo prusiano Heinrich d'Arrest en 1862.
La clase de luminosidad de NGC 561 es I y tiene una línea HI amplia.

## Grupo de NGC 507
NGC 561 forma parte del grupo NGC 507. Este vasto grupo incluye al menos 42 galaxias, 21 de las cuales aparecen en el catálogo de NGC y 5 en el catálogo de IC. Cuatro miembros de este grupo son también galaxias Markarianas.   La más brillante de estas galaxias es NGC 507 y la más grande es NGC 536.